# Puebla (staat)
Puebla (Nahuatl: Tlacanechicolpan, Mixteeks: Yuta Ndio'oan, Totonaaks: Pueblaj, Otomí: Ndema) is een van de 31 staten van Mexico. Het grenst aan Veracruz, Hidalgo, Mexico, Tlaxcala, Morelos, Guerrero en Oaxaca. De staat heeft een oppervlakte van 33.319 km² en 5.377.800 inwoners (2003). De hoofdstad is Puebla de los Ángeles, maar wordt in het dagelijks taalgebruik ook Puebla genoemd. Andere plaatsen in Puebla zijn Atlixco, Chipilo, Cholula, Ciudad Serdán, Huejotzingo, Izúcar de Matamoros, San Martín Texmelucan, Tehuacán en Teziutlán.
De staat is bergachtig, de Popocatépetl en Iztaccíhuatl liggen op de grens van Puebla en Mexico.
In de stad Cholula, tijdens de precolumbiaanse periode een belangrijk religieus centrum, bevindt zich de grootste piramide ter wereld. De piramide heeft een oppervlakte van 425 m² en een hoogte van 60 meter. Op de top is tegenwoordig een kerk.

## Gemeenten
Puebla bestaat uit 217 gemeenten, zie lijst van gemeenten van Puebla.
Aguascalientes · Baja California · Baja California Sur · Campeche · Chiapas · Chihuahua · Coahuila · Colima · Durango · Guanajuato · Guerrero · Hidalgo · Jalisco · Mexico · Michoacán · Morelos · Nayarit · Nuevo León · Oaxaca · Puebla · Querétaro · Quintana Roo · San Luis Potosí · Sinaloa · Sonora · Tabasco · Tamaulipas · Tlaxcala · Veracruz · Yucatán · Zacatecas
Mexico-Stad